# 달성군 100년 타워
달성군 100년 타워는 대한민국 대구광역시 달성군 논공읍에 위치한 상징 조형물이다. 달성군이 설치된 지 100년을 기념하고, 미래 100년의 발전을 나타내기 위해 만든 조형물이다. 현재 달성군청 앞 금포수변공원 뿌리광장 안에 자리하고 있으며, 대구광역시를 나타내는 인공섬 위에 높이 약 26m, 폭 21m 규모로 설치되어 있다.

## 역사
2014년 6월부터 공사를 시작하여 2015년 4월에 최종 완공, 5월 20일 군민들에게 개방하였다.

## 특징[3]
달성군의 상징인 두루미와 참꽃, 군내 9개 읍·면과 이를 떠받드는 5개의 손을 상부, 기둥, 하부 부분으로 나누어 형상화한 것이 특징이다.
탑의 상부는 세 가지 기본 컨셉인 두루미와 참꽃, 손의 이미지가 충실하게 반영되어 있다. 하늘에서 보았을 때는 총 50개의 얇은 날개로 구성되어 있지만, 각 날개를 측면에서 보았을 때는 상하 2개의 피스가 합쳐져 1개의 날개를 이루고 있으며, 총 100개의 피스를 사용함으로써 달성군의 100년 역사를 나타내고 있다.
기둥 부분은 5개의 큰 줄기로 구성되는데, 이는 달성의 다섯 가지 꿈을 상징한다. 기둥 사이에는 읍·면을 상징하는 9개의 골든 링을 만들어 각 기둥을 튼튼히 지탱하게 함과 동시에 서로 단합하는 읍·면들을 표현하였다. 기둥 윗부분의 곡선과 아래의 직선은 달성군의 올곧은 선비 정신과 기상을 의미한다. 또한 기둥 면에 처리된 얇은 수직선과 위쪽으로 갈수록 점점 밝아지게 표현한 면 처리는 무한한 상승 효과와 함께 달성군의 밝은 미래를 상징한다.
하부는 대구광역시 행정 구역을 표현하는 인공섬을 만들고 그 중심에서 뿌리처럼 뻗어 나오는 달성군을 형상화하였다. 그리고 각 뿌리 끝부분 연장선상에 분수를 설치하여 대구광역시에 자양분을 공급하는 달성군을 표현, 달성군이 대구의 뿌리임을 보여 주고 있다.